# Idiostethus
Idiostethus är ett släkte av skalbaggar. Idiostethus ingår i familjen vivlar.

## Dottertaxa tillIdiostethus, i alfabetisk ordning[1]
- Idiostethus brevipennis
- Idiostethus densicollis
- Idiostethus dispersus
- Idiostethus ellipsoideus
- Idiostethus humeralis
- Idiostethus illustris
- Idiostethus minutus
- Idiostethus nanulus
- Idiostethus ovatulus
- Idiostethus ovulatus
- Idiostethus parvicollis
- Idiostethus proximus
- Idiostethus puncticollis
- Idiostethus rugicollis
- Idiostethus spiniger
- Idiostethus strigapunctus
- Idiostethus strigosicollis
- Idiostethus subcalvus
- Idiostethus tubulatus